# Kerwin Mathews
Kerwin Mathews (8. leden 1926 Seattle – 5. červenec 2007 San Francisco) byl americký herec a obchodník s oblečením. Nejlépe známým se stal tím, že hrál titulní hrdiny ve filmech Sedmá Sindibádova cesta (1958), Tři světy Gullivera (1960) a Jack zabíjí obra (1962). Po boku režiséra André Hunebella se ve dvou filmech zhostil role agenta OSS 117.

## Filmografie
- 1955: (5 Against the House), režie Phil Karlson
- 1957: (The Garment Jungle), režie Vincent Sherman, Robert Aldrich
- 1958: Sedmá Sindibádova cesta (The 7th Voyage of Sinbad), režie Nathan Juran
- 1959: (The Last Blitzkrieg), režie Arthur Dreifuss
- 1960: Gulliverovy cesty (The 3 Worlds of Gulliver), režie Jack Sher
- 1961: (The Devil at 4 O'Clock), režie Mervyn LeRoy
- 1962: (The Pirates of Blood River), režie John Gilling
- 1962: Jack zabíjí obra (Jack the Giant Killer), režie Nathan Juran
- 1963: Tajný agent na Korsice (OSS 117 se déchaîne), režie André Hunebelle
- 1963: Maniac (The Maniac), režie Michael Carreras
- 1964: Tajný agent v Bangkoku (Banco à Bangkok pour OSS 117), režie André Hunebelle
- 1966: (Le vicomte règle ses comptes), režie Maurice Cloche
- 1968: (Un killer per Sua Maestà), režie Federico Chentrens a Maurice Cloche
- 1970: Převozník (Barquero), režie Gordon Douglas
- 1971: (Octaman), režie Harry Essex
- 1973: Chlapec, který spatřil vlkodlaka (The Boy Who Cried Werewolf), režie Nathan Juran